# Csapatverseny a 2012-es úszó-Európa-bajnokságon
A műugrók csapatversenyének döntőjét május 15-én rendezték a 2012-es úszó-Európa-bajnokság keretein belül. A mű- és toronyugró kontinensviadalok történetében először rendeztek csapatversenyt, melyet  a francia Audrey Labeau, Matthieu Rosset kettős nyert meg.

## Eredmény
A döntő helyi idő szerint 19:30-kor kezdődött.
| Helyezés | Versenyző                            | Ország             | Döntő  | Döntő    |
| Helyezés | Versenyző                            | Ország             | Pontok | Helyezés |
| -------- | ------------------------------------ | ------------------ | ------ | -------- |
| Arany    | Audrey Labeau / Matthieu Rosset      | Franciaország      | 416,50 | 1        |
| Ezüst    | Olena Fedorova / Oleksandr Bondar    | Ukrajna            | 387,85 | 2        |
| Bronz    | Nagyezsda Bazsina / Artyom Cseszakov | Oroszország        | 384,30 | 3        |
| 4        | Nora Subschinski / Sascha Klein      | Németország        | 378,35 | 4        |
| 5        | Aljona Kamulkina / Vadim Kaptur      | Fehéroroszország   | 340,30 | 5        |
| 6        | Rebecca Gallantree / Tom Daley       | Egyesült Királyság | 327,90 | 6        |
| 7        | Bátki Noémi / Michele Benedetti      | Olaszország        | 325,85 | 7        |
| 8        | Cindy Hertogs / Joey van Etten       | Hollandia          | 307,90 | 8        |